# شاوهو
شاوهو (بالصينية: 巢湖) هي مدينة من مدن الصين. يبلغ عدد سكانها 859000 نسمة. تبلغ مساحتها 2063 كم². تقع على خط عرض.

## المناخ
يظهر الجدول التالي التغييرات المناخية على مدار السنة لشاوهو:
| البيانات المناخية لـشاوهو          | البيانات المناخية لـشاوهو | البيانات المناخية لـشاوهو | البيانات المناخية لـشاوهو | البيانات المناخية لـشاوهو | البيانات المناخية لـشاوهو | البيانات المناخية لـشاوهو | البيانات المناخية لـشاوهو | البيانات المناخية لـشاوهو | البيانات المناخية لـشاوهو | البيانات المناخية لـشاوهو | البيانات المناخية لـشاوهو | البيانات المناخية لـشاوهو | البيانات المناخية لـشاوهو |
| الشهر                              | يناير                     | فبراير                    | مارس                      | أبريل                     | مايو                      | يونيو                     | يوليو                     | أغسطس                     | سبتمبر                    | أكتوبر                    | نوفمبر                    | ديسمبر                    | المعدل السنوي             |
| ---------------------------------- | ------------------------- | ------------------------- | ------------------------- | ------------------------- | ------------------------- | ------------------------- | ------------------------- | ------------------------- | ------------------------- | ------------------------- | ------------------------- | ------------------------- | ------------------------- |
| متوسط درجة الحرارة الكبرى °م (°ف)  | 6.9 (44.4)                | 8.9 (48.0)                | 13.4 (56.1)               | 20.6 (69.1)               | 25.9 (78.6)               | 28.9 (84.0)               | 32.2 (90.0)               | 32.1 (89.8)               | 27.4 (81.3)               | 22.3 (72.1)               | 15.9 (60.6)               | 9.9 (49.8)                | 20.4 (68.7)               |
| متوسط درجة الحرارة الصغرى °م (°ف)  | −0.2 (31.6)               | 1.4 (34.5)                | 5.5 (41.9)                | 11.7 (53.1)               | 17.1 (62.8)               | 21.4 (70.5)               | 25.0 (77.0)               | 24.6 (76.3)               | 19.7 (67.5)               | 13.7 (56.7)               | 7.2 (45.0)                | 1.7 (35.1)                | 12.4 (54.3)               |
| الهطول مم (إنش)                    | 40.0 (1.57)               | 54.5 (2.15)               | 92.6 (3.65)               | 87.4 (3.44)               | 114.1 (4.49)              | 181.1 (7.13)              | 181.5 (7.15)              | 127.0 (5.00)              | 74.6 (2.94)               | 66.7 (2.63)               | 53.0 (2.09)               | 26.4 (1.04)               | 1٬098٫9 (43.28)           |
| متوسط أيام هطول الأمطار (≥ 0.1 mm) | 9.0                       | 9.7                       | 13.1                      | 11.9                      | 11.5                      | 12.3                      | 11.8                      | 11.3                      | 9.4                       | 9.1                       | 7.8                       | 6.1                       | 123                       |
| المصدر: Weather China              |                           |                           |                           |                           |                           |                           |                           |                           |                           |                           |                           |                           |                           |

## أعلام
- تانغ دان
- لو وي
- تشن تاو
- فرد جون